# Monumento a Woody Allen

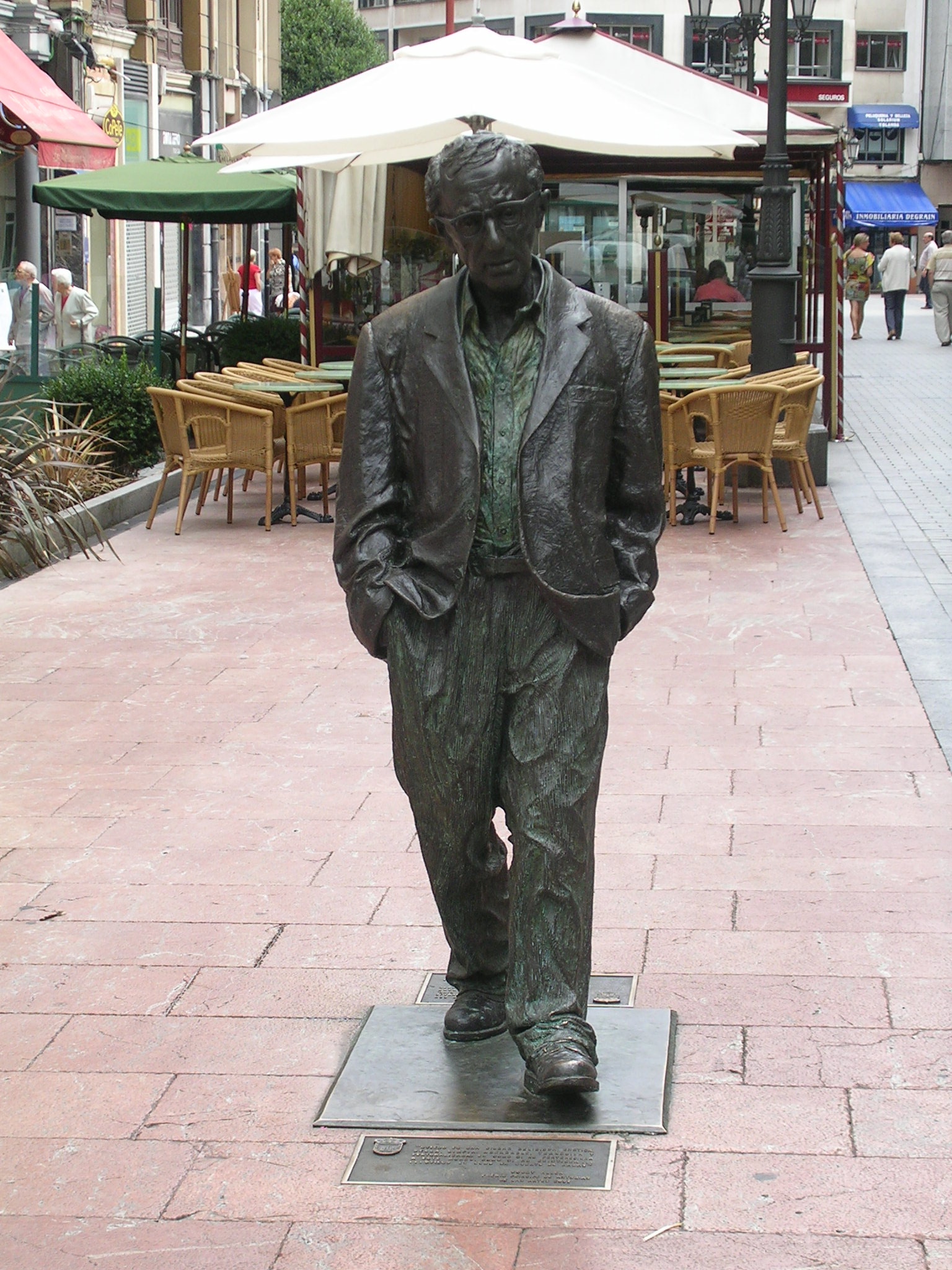
Monumento a Woody Allen.

El monumento a Woody Allen es una escultura de bronce de tamaño natural del actor y director estadounidense Woody Allen, situada en la ciudad española de Oviedo, España.

## Trasfondo y descripción
La estatua fue diseñada por Vicente Santarúa e instalada en 2003 por el alcalde Gabino de Lorenzo. El País remarcó que «Parece que anda con la cara triste y la cabeza en otra parte, no en Oviedo ahora mismo, aunque si te pones a su lado y entablas una conversación con él es tan realista que parece que él te respondería». Allen había viajado a la ciudad en 2002 para aceptar un Premio Príncipe de Asturias. Su película de 2008, Vicky Cristina Barcelona, se ambientó parcialmente allí.
Frente a la estatua hay una placa con la descripción de Allen de Oviedo, que dice en español: «Oviedo es una ciudad deliciosa, exótica, bella, limpia, agradable, tranquila y peatonalizada; es como si no perteneciera a este mundo, como si no existiera... Oviedo es como un cuento de hadas».
Oviedo se ha destacado por sus estatuas, y la ciudad contiene más de cien esculturas al aire libre.

## Vandalismo y controversia
En su primer año en exhibición pública, la estatua fue destrozada dos veces, incluso las gafas se rompieron en diciembre de 2003. El ayuntamiento dijo en 2008 que los casos regulares de vandalismo significaban que las gafas solo se repararían una vez al año. Al regresar a la ciudad en diciembre de 2005, Allen bromeó diciendo que hablaría con el alcalde sobre el vandalismo.
En enero de 2018, la Organización Feminista de Asturias pidió que se retirara la estatua, debido a las denuncias de abuso sexual contra su sujeto. En su autobiografía de 2020 A propósito de nada, Allen comentó que una «turba impulsada por el odio» podría derribar la estatua, lo que la crítica de USA Today, Barbara Vandenburgh, consideró como un «autocompasión quejumbrosa».

## Galería

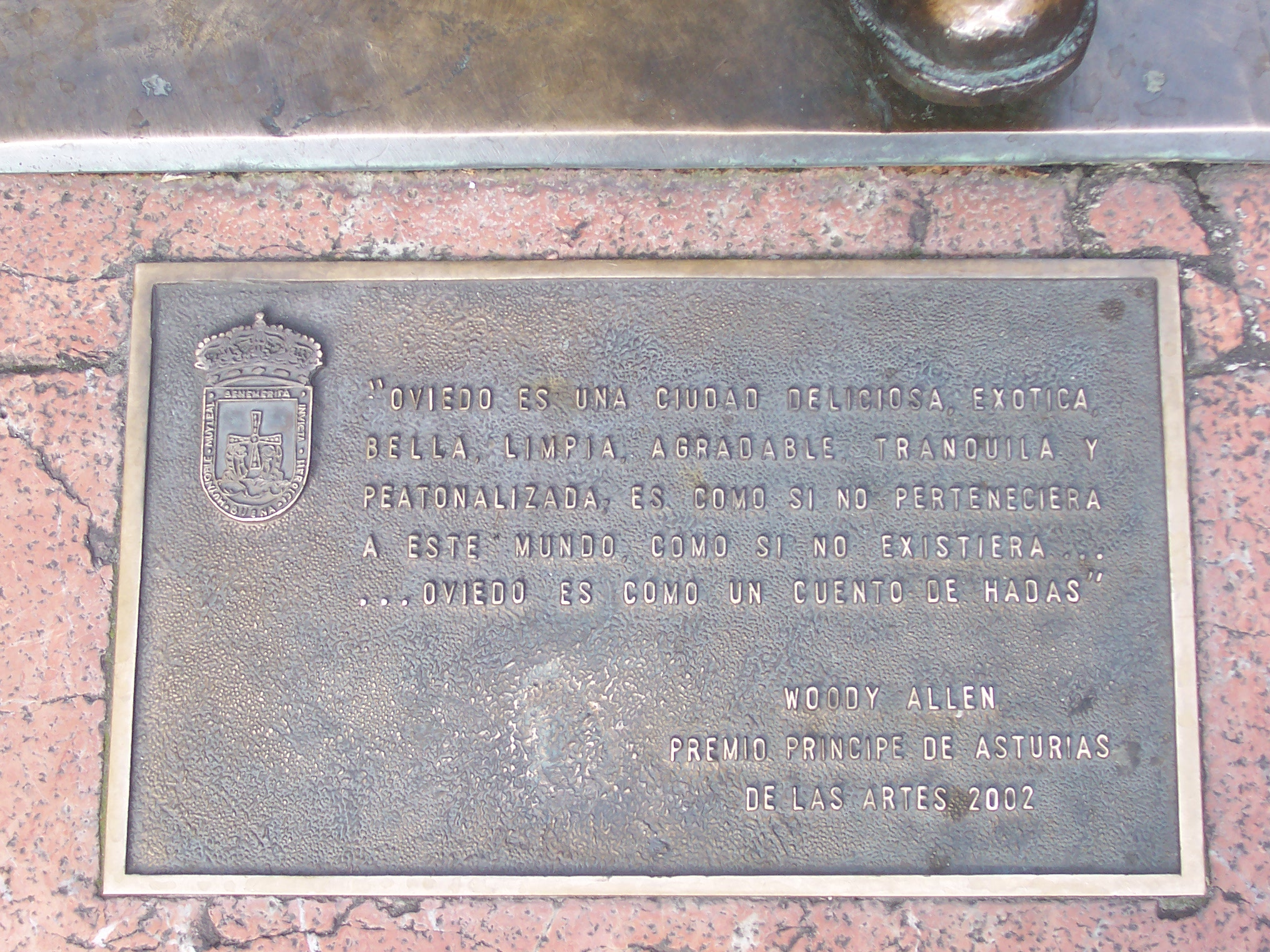
Placa con la descripción de Allen de Oviedo.
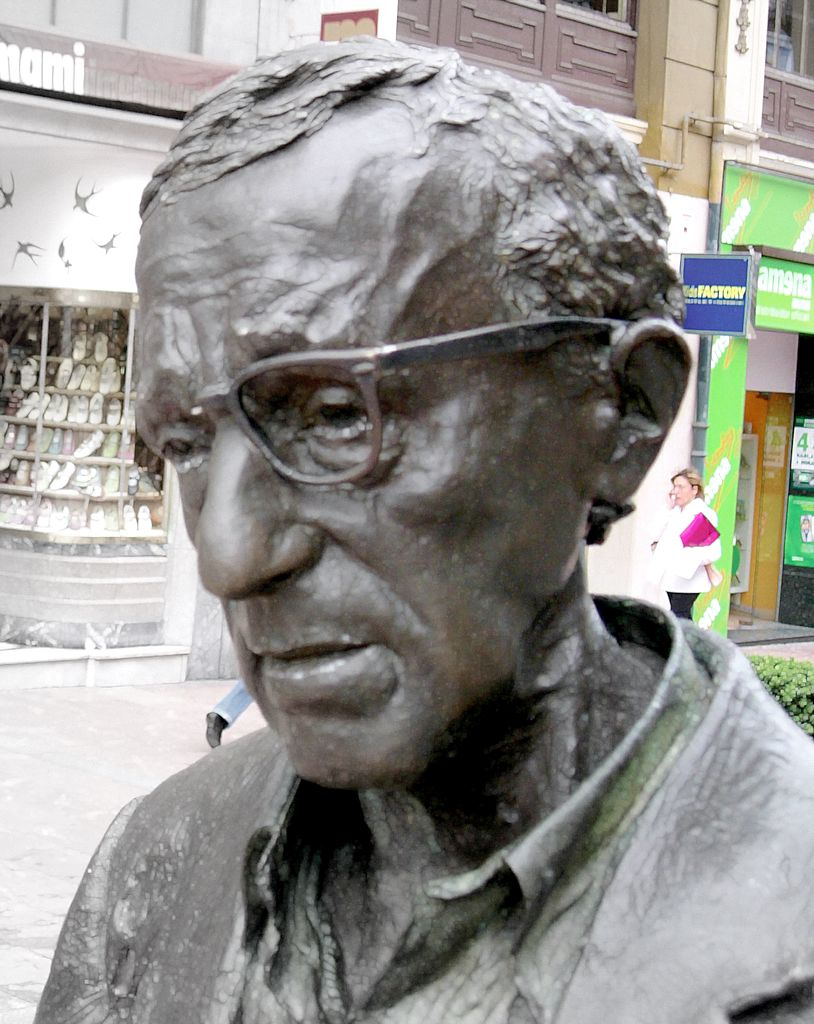
Detalle de rostro, 2005. Nótese la destrucción parcial de las gafas del sujeto.